# Прогресс Сцена Армена Джигарханяна
Прогресс Сцена Армена Джигарханяна — драматический театр города Москвы, созданный 12 марта 1996 года Постановлением Правительства Москвы, на основе группы выпускников актёрского факультета Всероссийского государственного института кинематографии имени С. А. Герасимова (ВГИКа), на котором преподавал народный артист СССР Армен Борисович Джигарханян (1935—2020).
До сентября 2021 года имел наименование — «Московский драматический театр под руководством Армена Джигарханяна».
С 2021 года — в составе Московского академического театра сатиры как Прогресс сцена А. Джигарханяна Театра сатиры.

## История театра (хронология)
1991—1994 годы. Армен Борисович Джигарханян преподаёт на актёрском факультете ВГИКа в Москве.
В 1996 году учредители товарищества с ограниченной ответственностью «Театр-„Д“» А. Б. Джигарханян и Г. Г. Маркосян внесли в Комитет по культуре Правительства Москвы предложение о выделении из ТОО «Театр-„Д“» творческого коллектива, которое в результате было принято.

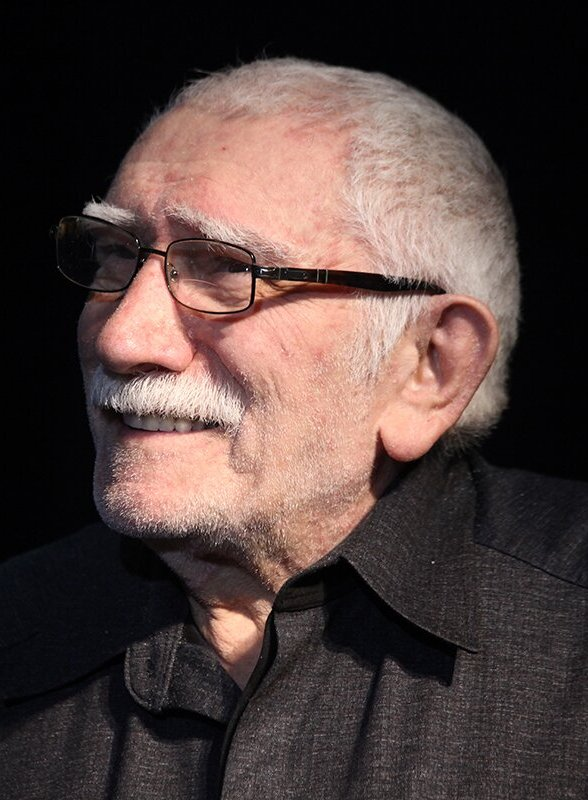
Армен Джигарханян

12 марта 1996 года, в целях осуществления государственной политики в области культуры, направленной на сохранение и развитие наиболее перспективных театральных коллективов, на основании ходатайства Комитета по культуре Москвы, поддержанного Министерством культуры Российской Федерации, Союзом театральных деятелей Российской Федерации, Постановлением Правительства Москвы создан «Московский драматический театр под руководством А. Б. Джигарханяна» (в здании бывшего кинотеатра «Прогресс»).
Сезоны 1996—1997 и 1997—1998
Театр получает помещение на улице Кооперативной в Москве. На эту сцену перенесён моноспектакль Армена Джигарханяна «Последняя лента Крэппа» Сэмюэла Беккета, выпущены премьеры «Двенадцатая ночь, или Как хотите» Уильяма Шекспира (режиссёр обоих спектаклей — Крикор Азарян), «Казакин, или Камзол от Маскариля» Жана-Батиста Мольера (постановка Карэна Нерсисяна), «…А театр живёт!» (по мотивам водевиля А. Ленского и А. Бонди «Лев Гурыч Синичкин», режиссёр — Влад Дружинин), «Моцарт и Сальери» А. С. Пушкина (режиссёр — Валерий Саркисов), два детских представления.
Сезон 1998—1999
Армен Джигарханян и приглашённый в качестве главного режиссёра Сергей Газаров практически полностью обновляют труппу (из «первого набора» в театре сегодня работают артисты Алексей Шевченков и Пётр Ступин, а также заведующая костюмерным цехом Маргарита Черес и звукооператор Анастасия Гриднева). «Второй набор» составили, в частности, Владимир Капустин, Александр Бухаров, Юрий Анпилогов, Алексей Анненков, Денис Надточий — ведущие артисты нынешней труппы. Выпуск спектакля по пьесе Н. В. Гоголя «Ревизор» (режиссёр — Сергей Газаров), заложившего первый камень в сегодняшний репертуар театра.
Сезон 1999—2000
Сергей Газаров выпускает спектакль «Возвращение домой» (автор пьесы — Г. Пинтер, в главной роли — Армен Джигарханян), а Алексей Кирющенко —"Сказки учёного кота" для маленьких зрителей (пьеса Р. Овчинникова по сказкам А. С. Пушкина). В театр приходят Елена Медведева, Анна Башенкова, Виталий Четков, Станислав Эвентов. В конце сезона в спектакль «Возвращение домой» вводятся Елена Ксенофонтова и Иван Гордиенко.
Сезон 2000—2001
Сергей Газаров оставляет пост главного режиссёра. Премьеры сезона: «Сердце не камень» А. Островского (режиссёр — Андрей Зябликов), а также несколько спектаклей в постановке Якова Губенко. В труппу вливаются Оксана Голубева, Александр Копылов, Валентин Самохин, чуть позже — Ольга Кузина (ввод в спектакль «Сердце не камень»). В середине сезона вводом в спектакль «Ревизор» работу в театре начинает Андрей Мерзликин. К пятилетию театра Юрий Клепиков выпускает премьеру «Безумный день, или Женитьба Фигаро» П. Бомарше.
Сезон 2001—2002
Сезон открывается премьерой «Закрой глазки — расскажу тебе сказки» по пьесе Л. Разумовской «Домой» в постановке Юрия Клепикова (в ней дебютирует Кирилл Анисимов). Вторая премьера сезона — «Театр-убийца» (по мотивам пьесы Т. Стоппарда «Настоящий инспектор Хаунд», режиссёр — Сергей Голомазов, в одной из главных ролей — Станислав Дужников).
Сезон 2002—2003
22 ноября премьерой «Она в отсутствие любви и смерти» Э. Радзинского (режиссёр — Юрий Иоффе) открывается основная сцена театра на Ломоносовском проспекте. Анатолий Дзиваев вводится в спектакль «Возвращение домой», в труппу также приняты Мария Соловьёва и Сахат Дурсунов. В этом же сезоне режиссёр Владимир Ячменёв осуществляет постановку «Tiny Alice, или Крошка Алиса» по пьесе Э. Олби, а Юрий Клепиков и Пётр Ступин выпускают спектакль «Фугас» (автор пьесы — С. Тараховский).
Сезон 2003—2004
Начало сезона — выпуск Крикором Азаряном спектакля «Пороховая бочка» по пьесе Д. Дуковски (в нём на сцене театра дебютируют Алина Власова и Вадим Медведев). В спектакли «Сердце не камень» и «Безумный день, или Женитьба Фигаро» вводится Светлана Лаккай. Владимир Ячменёв становится главным режиссёром театра и (совместно с Юрием Клепиковым) осуществляет постановку чеховских «Трёх сестёр» — спектакля, во многом определяющего лицо Московского драматического театра под руководством Армена Джигарханяна.
Сезон 2004—2005
«Сезон комедий» — Владимир Ячменёв и Сахат Дурсунов выпускают спектакль «Требуется лжец!» (пьеса Виталия Павлова по мотивам Димитраса Псафаса), а Ованес Петян — спектакль «Сюда ещё бы пару мужиков» по пьесе Лоры Каннингем «Девичник» (на сцене театра в этом спектакле дебютирует Анастасия Лапина). Юрий Клепиков ставит детский спектакль «Красная Шапочка».
Сезон 2005—2006
В состав труппы входит Анатолий Кот. Владимир Ячменёв осуществляет постановку спектакля «Дон Жуан, или Каменный гость» по пьесе Мольера, Анна Башенкова — второй вариант «Красной Шапочки» (под названием «Необычайные приключения Красной Шапочки», пьеса Е. Перова), а режиссёр из Сирии Самир Усман аль-Баш под конец сезона выпускает премьеру «Три цилиндра» по пьесе Мигеля Миуры.
Сезон 2006—2007
Первые почётные звания «Заслуженный артист Российской Федерации» присвоены Елене Ксенофонтовой, Ольге Кузиной, Владимиру Капустину и Алексею Шевченкову. Анатолий Дзиваев ставит спектакль по пьесе Фредерико Гарсии Лорки «Дом Бернарды Альбы» (в заглавной роли — Юлия Чарная). В середине сезона театр покидает Владимир Ячменёв. Юрий Клепиков воплощает на сцене пьесу Валерия Мухарьямова «В тени виноградника», написанную по рассказам Исаака Башевица Зингера (спектакль выпущен под названием «Там нас ждут», а в начале следующего сезона переименован в «Нас ждут далеко-далеко, не здесь»).
После смерти Армена Джигарханяна в ноябре 2020 года, коллектив театра принял решение обратиться с просьбой к департаменту культуры Москвы о назначении Сергея Газарова художественным руководителем театра.
8 декабря 2020 года новым художественным руководителем театра был назначен Сергей Газаров.
В сентябре 2021 года театр получил новое название – «Прогресс Сцена Армена Джигарханяна» и логотип.
28 декабря 2021 года приказом Департамента культуры города Москвы театр «Прогресс сцена Армена Джигарханяна» присоединён к Московскому академическому театру сатиры, как одна из его сценических площадок. Новое наименование — Прогресс сцена А. Джигарханяна Театра сатиры.

## Художественные руководители
- Армен Джигарханян (1996—2020)
- Сергей Газаров (8 декабря 2020 — 28 декабря 2021)
- Дмитрий Харатьян (с 5 сентября 2024 по настоящее время)

## Труппа
По состоянию на декабрь 2020 года в труппе театра — 53 артиста.
- Иван Алексеев
- Кирилл Анисимов
- Мария Анисимова
- Алексей Анненков
- Александр Багрянцев
- Мила Барановская
- Анна Башенкова
- Станислав Буров
- Софья Виленчик
- Дмитрий Володин
- Ибрагим Гагиев
- Иван Гордиенко
- Ксения Громова
- Эдуард Двинских
- Ольга Дзусова
- Сахат Дурсунов
- Вячеслав Дьяченко
- Анна Ефремова
- Михаил Железнов
- Мария Железнова
- Богдан Илларионов
- Кристина Исайкина
- Роман Керн
- Максим Ковалевский
- Александр Копылов
- Анатолий Кот
- Лариса Крупина
- Лана Крымова
- Ольга Кузина
- Алексей Лапшин
- Юрий Ларев
- Инна Лясковец
- Светлана Макарова
- Евгений Марков
- Вадим Медведев
- Анатолий Морозов
- Татьяна Мухина
- Денис Надточий
- Денис Погарский
- Надежда Селиванова
- Анастасия Смоктуновская
- Мария Соловьева
- Пётр Ступин
- Алсу Сулейманова
- Тимур Тихомиров
- Анатолий Федоренко
- Надежда Филиппова
- Альберт Хасиев
- Ксения Худоба
- Ольга Чернова
- Виталий Четков
- Светлана Чигрина
- Станислав Эвентов

### Бывшие артисты театра
- Елена Ксенофонтова
- Ульяна Чилиндина
- Наталья Земцова
- Алексей Шевченков
- Станислав Дужников
- Андрей Мерзликин

### Приглашённые артисты
- Сергей Анненков
- Юлия Дегтяренко
- Николай Дроздовский
- Лев Малишава
- Татьяна Поппе

## Репертуар

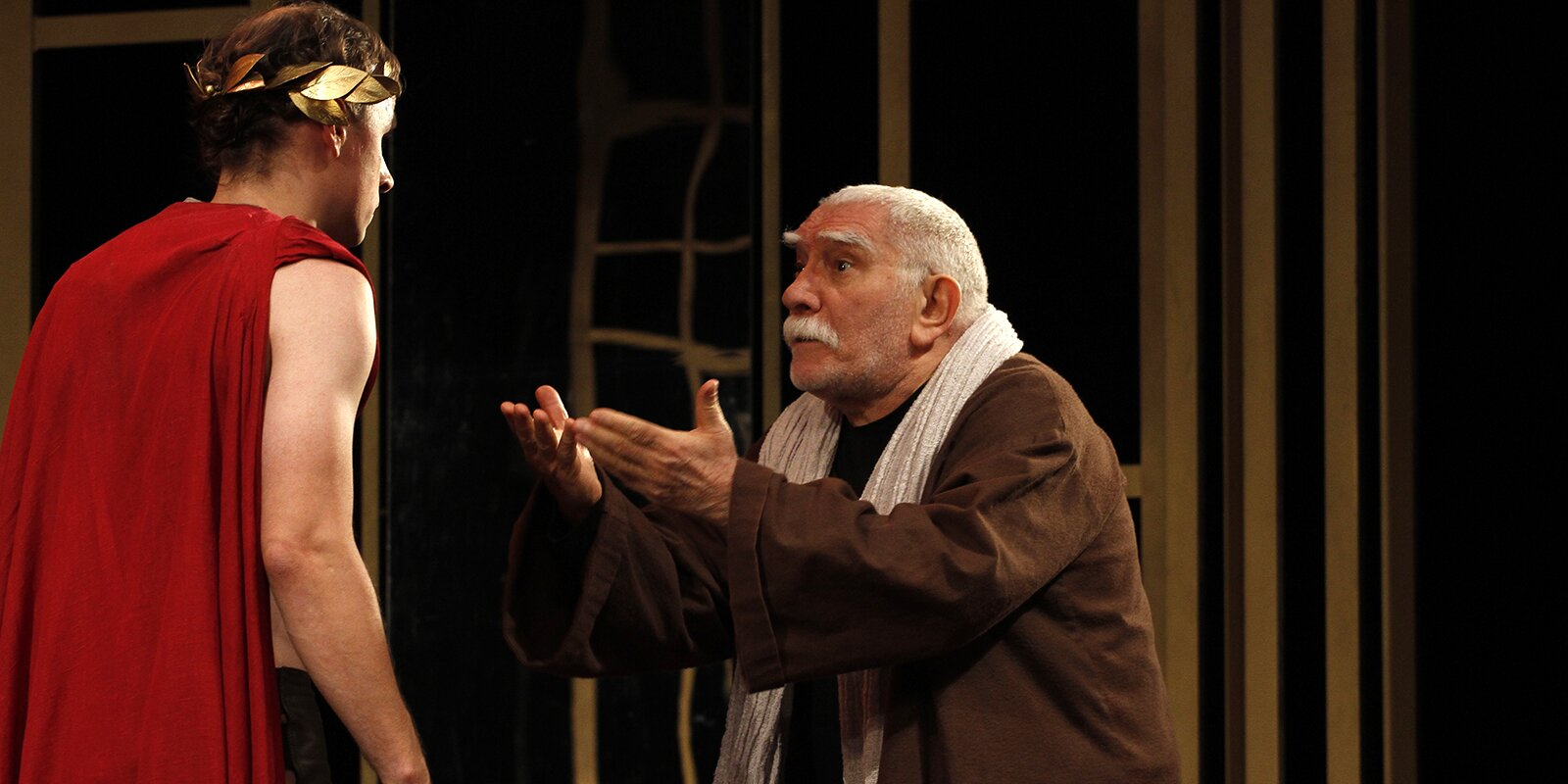
Спектакль «Театр времён Нерона и Сенеки»
В роли философа Сенеки — Армен Джигарханян

- 16 октября 1999 — «Сказки учёного кота» (Александр Пушкин, режиссёр Алексей Кирющенко)
- 16 декабря 2005 — «Необычайные приключения Красной Шапочки» (Евгений Перов, режиссёр Анна Башенкова)
- 25 сентября 2007 — «Нас ждут далеко-далеко, не здесь» (Валерий Мухарьямов, режиссёр Юрий Клепиков)
- 28 октября 2011 — «Театр времён Нерона и Сенеки» (Эдвард Радзинский, режиссёр Дмитрий Исаичев)
- 14 декабря 2011 — «Королева красоты» (Мартин Макдонах, режиссёр Сергей Виноградов)
- 17 ноября 2012 — «Васса» (Максим Горький, режиссёр Юрий Клепиков)
- 16 декабря 2012 — «Гадкий утёнок» (Ханс Кристиан Андерсен, режиссёр Дмитрий Исаичев)
- 2 октября 2014 — «Безымянная звезда» (Михаил Себастьян, режиссёр Дмитрий Исаичев)
- 9 сентября 2015 — «Чума на оба ваши дома!» (Григорий Горин, режиссёр Сергей Виноградов)
- 1 июня 2016 — «Молли» (Брайан Фрил, режиссёр Юрий Клепиков)
- 19 октября 2016 — «Двенадцать месяцев» (Самуил Маршак, режиссёр Лариса Крупина)
- 13 ноября 2016 — «Софья» (Лев Толстой, Софья Толстая; режиссёр Лариса Крупина)
- 24 ноября 2016 — «Трамвай "Желание"» (Теннесси Уильямс, режиссёр Сергей Виноградов)
- 20 мая 2017 — «Русь уходящая» (Сергей Есенин, режиссёр Юрий Клепиков)
- 12 сентября 2017 — «Сиротливый запад» (Мартин Макдонах, режиссёр Сергей Виноградов)
- 20 октября 2017 — «Девочка на шаре» (Эфраим Севела, режиссёр Наталья Дмитриева)
- 7 декабря 2017 — «Свадьба Кречинского» (Александр Сухово-Кобылин, режиссёр Андрей Крупник)
- 7 февраля 2018 — «Пигмалион» (Бернард Шоу, режиссёр Юрий Клепиков)
- 23 февраля 2018 — «Череп из Коннемары» (Мартин Макдонах, режиссёр Сергей Виноградов)
- 7 марта 2018 — «Водевиль» (по пьесам-шуткам Антона Чехова «Юбилей» и «Медведь», режиссёр Лариса Крупина)
- 25 мая 2018 — «Сторож» (Гарольд Пинтер, режиссёр Андрей Крупник)
- 2 сентября 2018 — «Вождь краснокожих» (О. Генри, режиссёр Сергей Виноградов)
- 27 сентября 2018 — «Кафе „Жизнь в розовом свете“» (Лионель Голдштейн, режиссёр Лео Е. Манн)
- 26 октября 2018 — «Кабала святош (Мольер)» (Михаил Булгаков, режиссёр Сергей Виноградов)
- 16 ноября 2018 — «Аккомпаниатор» (Александр Галин, режиссёр Андрей Крупник)
- 20 декабря 2018 — «Ночь Гельвера» (Ингмар Вилквист, режиссёр Александр Кузин)
- 22 декабря 2018 — «Малыш и Карлсон» (Астрид Линдгрен, режиссёр Сергей Виноградов)
- 14 февраля 2019 — «Ромео и Джульетта» (Уильям Шекспир, режиссёр Вадим Медведев)
- 29 марта 2019 — «Брак по-итальянски» (по пьесе Эдуардо де Филиппо «Филумена Мартурано», режиссёр Сергей Виноградов)
- 26 апреля 2019 — «Танго на миллион» (Эрик Элис и Роджер Риис, режиссёр Эдуард Двинских)
- 27 апреля 2019 — «Ходжа Насреддин» (по пьесе Леонида Соловьёва и Виктора Витковича «Весёлый грешник», режиссёр Анна Башенкова)
- 16 мая 2019 — «Водевиль. Продолжение» (по пьесе-шутке «Предложение» и рассказам «Дочь Альбиона», «Ушла» и «Нервы» Антона Чехова, режиссёр Лариса Крупина)
- 27 сентября 2019 — «Тётка Чарли» (Брэндон Томас, режиссёр Юрий Клепиков)
- 8 ноября 2019 — «На всякого мудреца довольно простоты» (Александр Островский, режиссёр Сергей Виноградов)
- 29 ноября 2019 — «Василий Тёркин» (Александр Твардовский, режиссёр Андрей Крупник)
- 14 декабря 2019 — «Как стать Снегурочкой?» (Анна Богачёва, режиссёр Анна Башенкова)
- 25 декабря 2019 — «Остров сокровищ» (Роберт Льюис Стивенсон, режиссёр Сергей Виноградов)
- 1 февраля 2020 — «Доктор» (Елена Исаева, режиссёр Евгения Таныгина)
- 4 сентября 2020 — «Дни Турбиных» (Михаил Булгаков, режиссёр Дмитрий Ефремов)
- 6 ноября 2020 — «Живой товар» (Антоша Чехонте, режиссёр Лариса Крупина)
- 19 декабря 2020 — «Весёлое сердце» (Роман Сорокин, режиссёр Андрей Крупник)

## Расположение
- Адреса:
  - Основная сцена — г. Москва, Ломоносовский проспект, д. 17 (в здании ранее располагался кинотеатр «Прогресс»). Ближайшая станция метро —  Университет.
  - Малая сцена — г. Москва, ул. Кооперативная, д. 4, стр. 15. Ближайшая станция метро —  Спортивная.